# جارفيس هايز
جارفيس هايز (بالإنجليزية: Jarvis Hayes)‏ مواليد 9 أغسطس 1981 في أتلانتا، هو لاعب كرة سلة قطري من أصل أمريكي بدأ مسيرته الاحترافية في سنة 2003 ويحمل الرقم 24. يبلغ طوله 6 قدم 8 بوصة (2.0 م). تم تجنسيه وأصبح يمثل منتخب قطر لكرة السلة حيث شارك في بطولة أمم آسيا لكرة السلة 2013 وقاده للفوز في مباراته مع منتخب هونغ كونغ لكرة السلة.

## فرق لعب لها
- واشنطن ويزاردز
- ديترويت بيستونز
- بروكلين نتس

## روابط خارجية
- جارفيس هايز على موقع الاتحاد الدولي لكرة السلة (الإنجليزية)
- جارفيس هايز على موقع إن بي أي (الإنجليزية)
- جارفيس هايز على موقع سبورتس رفرنس (الإنجليزية)
- جارفيس هايز على موقع كرة السلة الأوروبية.كوم (الإنجليزية)
- جارفيس هايز على موقع كلية كرة السلة في سبورتس رفرنس.كوم (الإنجليزية)
- جارفيس هايز على موقع ريلجم (الإنجليزية)
- جارفيس هايز على موقع بروبوليرز (الإنجليزية)
- جارفيس هايز على موقع سبورتس رفرنس (الإنجليزية)